# Японский меч
Япо́нский меч (яп. 日本刀 нихонто:) — клинковое однолезвийное рубяще-режущее оружие, произведённое по традиционной японской технологии из многослойной стали с контролируемым содержанием углерода. Название также используется для обозначения однолезвийного меча с характерной формой слабо изогнутого клинка, бывшего основным оружием воина-самурая.
По оценкам специалистов за всю историю было изготовлено более 2 миллионов японских мечей, из них в Японии в настоящее время хранится порядка 100 тысяч экземпляров, а крупнейшая коллекция находится в США и насчитывает более 300 тысяч клинков (вывезенных из Японии после Второй мировой войны).
Японская технология изготовления мечей из железа начала развиваться с VIII века и достигла наивысшего совершенства к XIII веку. На протяжении примерно тысячи лет форма меча практически не менялась, незначительно видоизменяясь главным образом в длине и степени изгиба в соответствии с развитием тактики ближнего боя. Меч Кусанаги-но цуруги является одной из трёх древних регалий японского императора, в японском обществе мечи обладали также ритуальным и магическим значением.

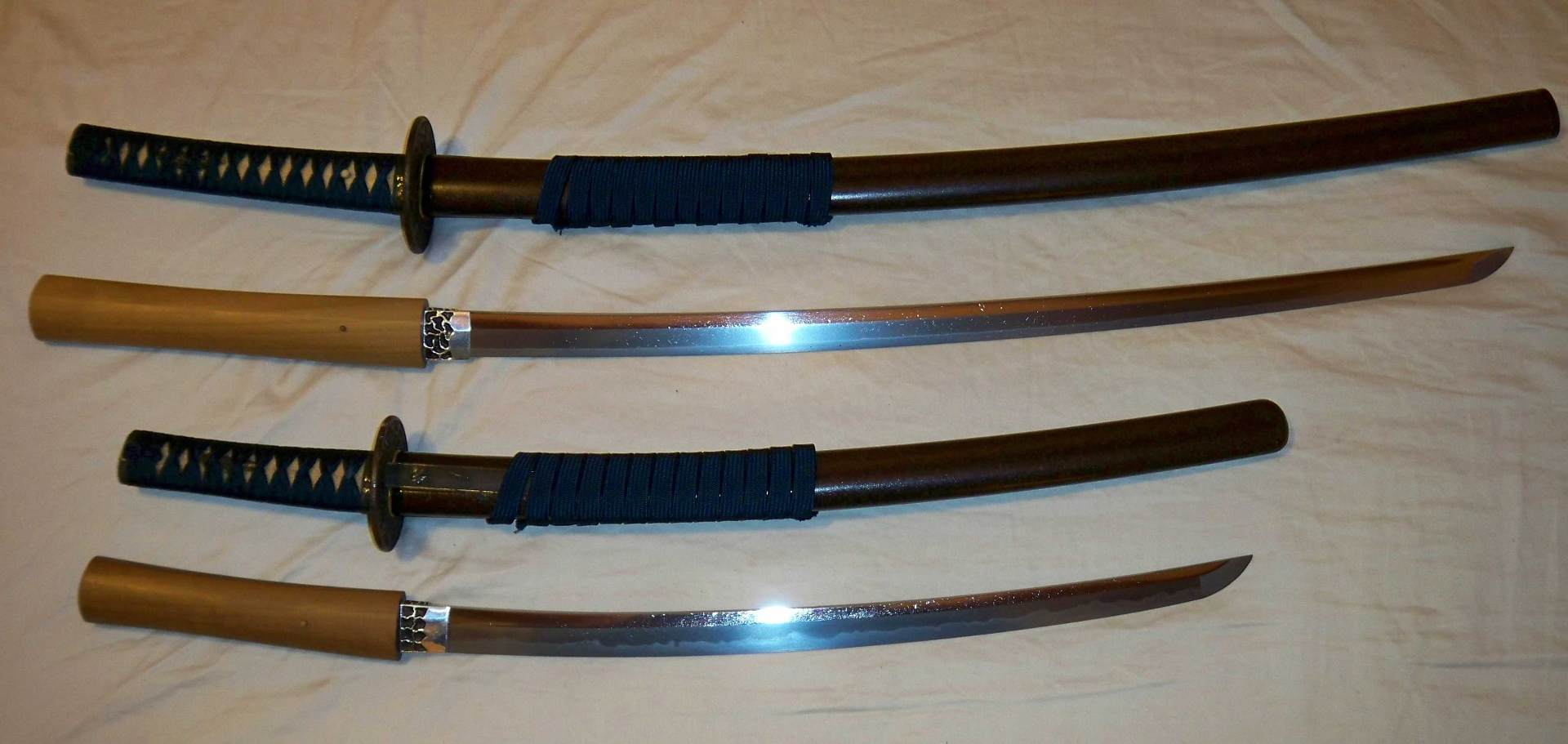
Японские мечи, две катаны и два вакидзаси

## Терминология
В литературе часто используются японские названия для обозначения разновидностей японского меча и его деталей. Краткий словарь наиболее часто используемых понятий:
- Тати[2] — длинный меч (длина клинка от 61 см) с относительно большим изгибом[3] (сори), предназначался в основном для конного боя. Существует разновидность тати под названием одати, то есть «большой» тати с длиной клинка от 1 м (от 75 см с XVI века). В музеях демонстрируются в положении лезвием вниз[4].
- Катана — длинный меч (длина клинка 61—73 см), с несколько более широким и толстым клинком и меньшим изгибом по сравнению с тати. Визуально внешне по клинку отличить катану от тати сложно, они различаются прежде всего по манере ношения[5]. Постепенно с XV века катана вытеснила тати как оружие для пешего боя. В музеях катаны демонстрируют в положении лезвием вверх, по манере ношения. В древности катанами называли кинжалы, но с XVI века перенесли это название на мечи утигатана.
- Вакидзаси — короткий меч (длина клинка 30,3—60,6 см)[6]. С конца XVI века в паре с более длинной катаной образует стандартный набор вооружения самурая, дайсё («длинный и короткий»). Использовался как для боя в тесном помещении, так и в паре с катаной в некоторых техниках фехтования. В отличие от катаны, разрешался к ношению не-самураям.
- Танто (косигатана) — кинжал или нож (длина клинка < 30,3 см). В древности кинжалы называли не «танто», а «катана». Меч тати, как правило, сопровождался коротким танто.
- Цуруги — прямой обоюдоострый меч, распространённый в Японии до X века. Многие образцы не относятся к настоящим японским мечам (нихонто), так как изготовлены по китайской или корейской технологиям. В широком смысле термин использовался в древности для обозначения всех мечей. В более позднее время был вытеснен термином кэн для обозначения прямого меча.
- Нагината — промежуточное оружие между мечом и копьём: изогнутый клинок длиной до 60 см, на рукояти, размер которой мог быть от земли по пояс до ростовой. Близко по типу к глефе или пальме.
- Нагамаки — нечто среднее между нагинатой и мечом. Длина клинка как у большого меча (катаны, тати), или длиннее, длина рукояти примерно равна длине клинка. В отличие от нагинаты, считавшейся древковым оружием, нагамаки считалась именно мечом, что отражалось на технике боя — правая рука всегда была выше левой.
- Нодати («полевой меч») — двуручный меч с клинком от 120 см и больше.
- Кото — букв. «старый меч». Мечи, произведённые до 1596 года[7]. Считается, что после этого времени многие приёмы традиционной технологии были утеряны.
- Синто — букв. «новый меч». Мечи, произведённые с 1596 до 1868 года, то есть до начала промышленной революции периода Мэйдзи. За редким исключением мечи-синто не рассматриваются как высокохудожественные творения кузнецов, хотя могут отличаться роскошной отделкой. По внешним признакам воспроизводят мечи кото, но по качеству металла уступают им.
- Гэндайто — букв. «современный меч». Мечи, произведённые после 1868 года и по настоящее время. Среди них присутствуют как массово выпускавшиеся для армии по упрощённой фабричной технологии сёвато (букв. «меч периода Сёва»), в том числе, син-гунто (яп. 新軍刀 син гунто:, букв. «новый армейский меч»), так и мечи, выкованные после возобновления в 1954 году производства современными кузнецами по традиционными технологиям, для которых предлагается использовать название син-сакуто (яп. 新作刀 син сакуто:, «недавно сделанный меч»)[8] или син-гэндайто (букв. «новый современный меч»)[9].
- Цуба — гарда характерной округлой формы, кроме функционального назначения (для защиты кисти) служила украшением меча.
- Хамон — линия узора на клинке, возникающая после его закалки между лезвием и обухом как результат формирования в металле мелкозернистых кристаллических структур.

### Сравнительная таблица японских мечей
| Тип | Длина (нагаса), см | Ширина (мотохаба), см | Прогиб (сори), см | Толщина (касанэ), мм | Примечания |
| --- | ------------------ | --------------------- | ----------------- | -------------------- | --- |
| |                    |                       |                   |                      | |
| Тати | 61—71              | 2,4—3,5               | 1,2—2,1           | 5—6,6                | Появился в XI веке. Тати носили на поясе лезвием вниз в паре с кинжалом танто. Разновидность одати можно было носить за спиной. |
| |                    |                       |                   |                      | |
| Катана | 61—73              | 2,8—3,1               | 0,4—1,9           | 6—8                  | Появилась в XIV веке. Катану носили за поясом лезвием вверх в паре с вакидзаси.                                                 |
| |                    |                       |                   |                      | |
| Вакидзаси | 32—60              | 2,1—3,2               | 0,2—1,7           | 4—7                  | Появился в XIV веке. Вакидзаси носили лезвием вверх в паре с катаной или отдельно как кинжал.                                   |
| |                    |                       |                   |                      | |
| Танто | 17—30              | 1.7—2.9               | 0—0.5             | 5—7                  | Танто носили в паре с мечом тати или отдельно как кинжал.                                                                       |
| |                    |                       |                   |                      | |
| Все размеры приведены для клинка без учёта хвостовика. Ширина и толщина указаны для основания клинка, где он переходит в хвостовик. Данные взяты для мечей периодов Камакура и Муромати (1185—1573) по каталогам. Длина тати в начальный период Камакура и современных тати (гэндайто) достигает 83 см |                    |                       |                   |                      | |

## История японского меча

### Древние мечи: до IX века.

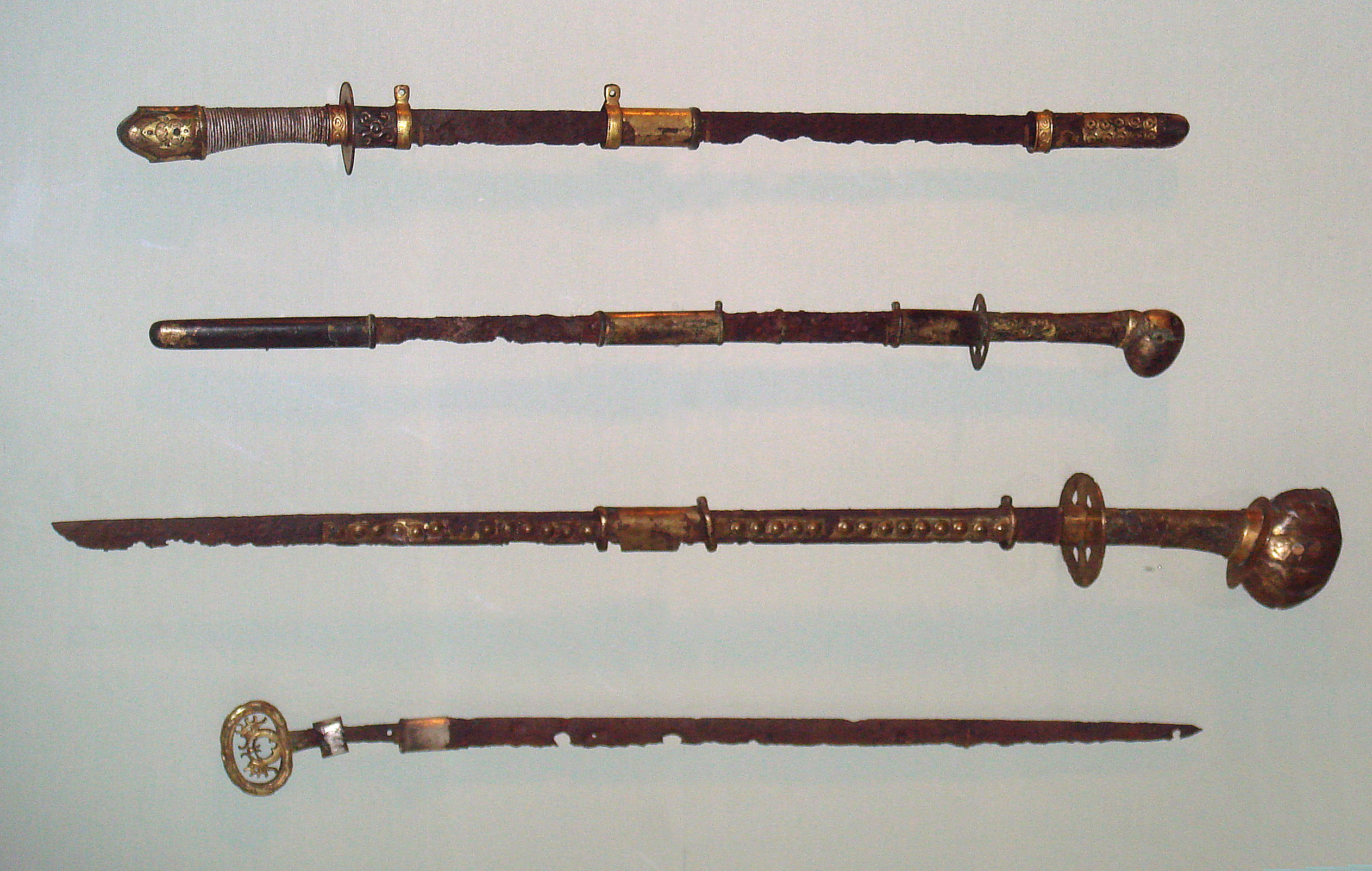
Прямые железные японские мечи VI века. Внизу показан меч китайского типа с кольцевым навершием.

Первые железные мечи были завезены на Японские острова во 2-й половине III века китайскими торговцами с материка. Этот период японской истории носит название Кофун (букв. «курганы», III—VI веков). В могилах курганного типа сохранились, хотя и сильно повреждённые ржавчиной, мечи того периода, разделяемые археологами на японские, корейские и наиболее частые китайские образцы. Китайские мечи обладали прямым узким однолезвийным клинком с крупным кольцеобразным навершием на хвостовике. Японские образцы были короче, с более широким прямым обоюдоострым клинком и массивным навершием. В период Асука (538—710) с помощью корейских и китайских кузнецов в Японии начали производить собственное железо, а к VII веку освоили технологию ковки многослойной стали. В отличие от прежних образцов, выкованных из цельной железной полосы, мечи стали изготавливать методом ковки из железных и стальных пластин.
На рубеже VII—VIII веков у японских мечей появился изгиб. Легенда связывает появление одного из первых таких мечей с именем кузнеца Амакуни из провинции Ямато. Амакуни будто бы выковал известный меч Когарасу-Мару (Маленькая Ворона) в 703 году, и, хотя точная датировка отсутствует, этот меч считается самым древним изогнутым японским мечом.
В начале VIII века в результате укрепления власти императора в Японии начался период Нара (710—794). Производство оружия было поставлено под контроль централизованного государства, кузнецам предписано было ставить подписи на свою продукцию. Закупленные мечи хранили на императорских складах, их выдавали воинам на время войны или их службы. Отмечается развитие технологии локальной закалки режущего лезвия при помощи нанесения термостойкой пасты на клинок. Тем не менее, знать периода Нара предпочитала длинные прямые и изогнутые мечи китайского и корейского происхождения, возможно, благодаря их роскошной ювелирной отделке. В Корее были изготовлены 44 меча Дайто («великие мечи»), которые император на протяжении последующих столетий вручал военачальнику или сановнику как символ предоставленных полномочий на время кампании.

### Старые мечи Кото: IX—XVI века

#### Период Хэйан: IX—XII века

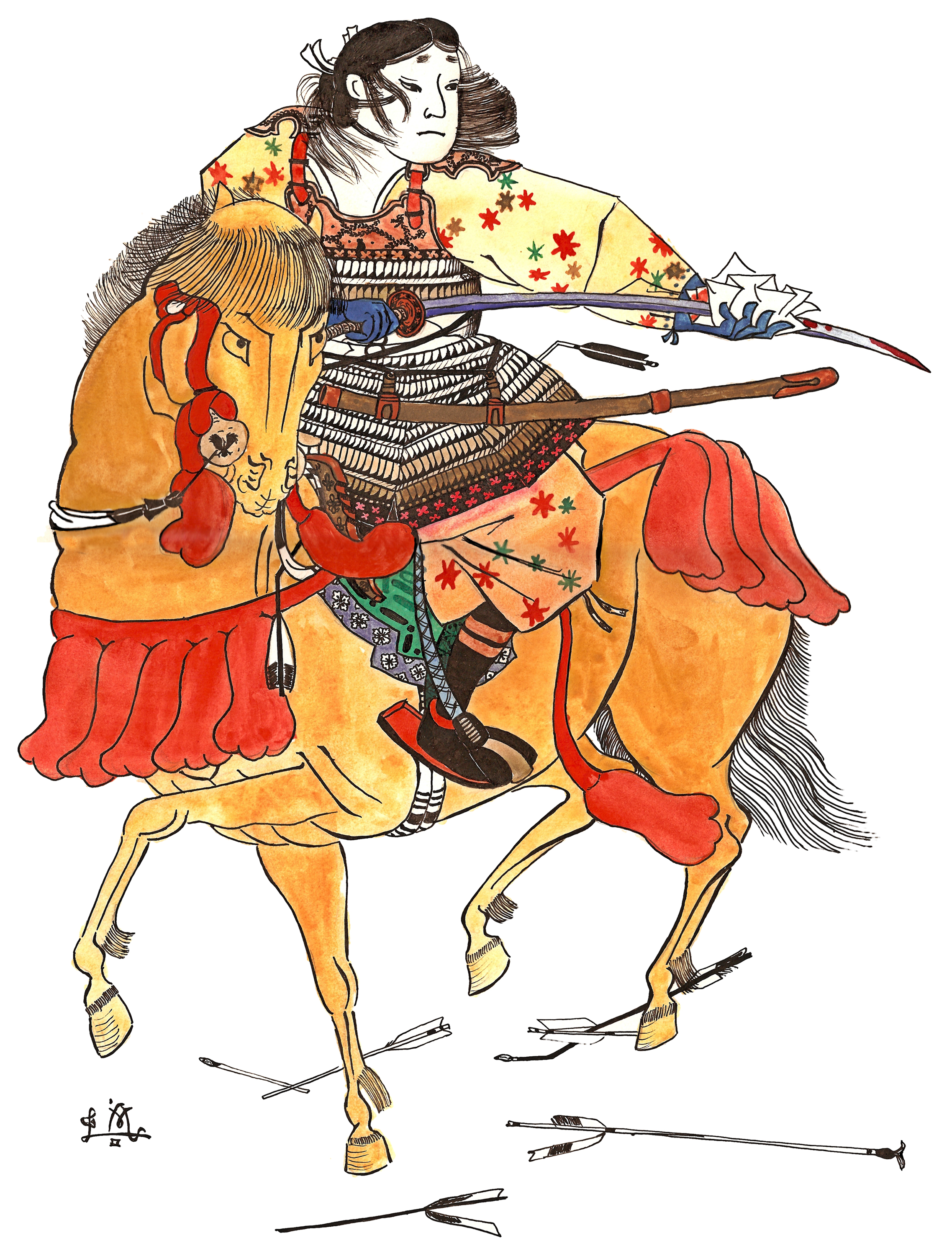
Конный самурай с мечом тати.

История собственно японского меча начинается в период Хэйан (794—1185). В результате клановых междоусобиц Япония самоизолировалась от внешнего мира, централизованная власть государства ослабла, реальная власть перешла от императора к крупным феодалам. В X веке окончательно сформировался класс самураев, профессиональных воинов, сражавшихся в то время преимущественно на коне. Мечи этого периода характеризуются длинным клинком с маленькой вершиной.
Прямые мечи заменили изогнутыми, причём, если вначале изгиб делали в районе рукояти при почти прямом клинке, то к концу периода максимальный прогиб сместился в область 1/3 общей длины от конца хвостовика («поясничный изгиб»). В соответствии с изгибом оформляется характерным образом вершина меча, киссаки. Киссаки включает в себя остриё с прилегающей областью, отделённой от тела клинка поперечным прямым ребром. Кромка лезвия в области киссаки принимает дугообразный вид (ранние образцы киссаки имели наклонный срез кромки в виде прямой линии).
Классическое сечение японского клинка представляет собой синоги-дзукури: ребро (острая боковая грань — синоги) тянется вдоль всего клинка до вершины. Благодаря ребру жёсткости клинок оптимально сочетает прочность и сравнительно малый вес, а чтобы боковые грани клинка сходились к режущей кромке лезвия под как можно более острым углом, ребро синоги смещено от центра клинка к обуху. Сечение в районе обуха выглядит как тупой угол. Наибольшей толщины (касанэ) клинок достигает вблизи хвостовика: 5,5—8,5 мм, типичное касанэ около 7 мм.
К концу периода Хэйан сложились как японская технология изготовления меча, так и его внешний вид. Описание меча-тати по сертификату:

Клинок с ребром, сильно сужающийся по длине от основания к маленькой вершине киссаки; выраженный «поясничный изгиб»; длина клинка 80 см; текстура поверхности стали подобная распилу древесины; волнистая линия хамон вдоль клинка; хвостовик с подписью мастера.— 
В XI веке японские мечи стали высоко ценить и экспортировать в Китай.

#### Период Камакура: XII—XIV века
В период Камакура (1185—1333) Япония столкнулась с монгольскими нашествиями. Новый противник, а также улучшение доспехов вызвали изменение пропорций меча, направленное на усиление ударной мощи. Вершина меча (киссаки) увеличилась в размерах, стала массивнее, клинок расширился и иногда сохранял ширину по всей длине. Тяжёлым мечом стало невозможно управлять одной рукой, что также явилось следствием постепенного перехода тактики ближнего боя к пешим поединкам. Самым популярным узором хамон стал неравномерный гребёнчатый рисунок тёдзи, который хотя и не выглядел столь эстетично как элегантные волнистые линии, зато лучше предохранял лезвие от разрастания трещин при ударных нагрузках.
Период Камакура считается золотым веком японского меча, клинки достигают своего наивысшего совершенства, которое не удалось повторить в более поздние времена, включая попытки современных кузнецов восстановить утраченные технологии. Самый известный кузнец этого периода был Масамунэ из провинции Сагами. Легенда гласит, что Масамунэ отказывался подписывать свои клинки, потому что их невозможно было подделать. В этом есть доля правды, так как из его 59 известных клинков подписаны только несколько кинжалов, однако установление авторства не вызывает споров среди экспертов.

#### Период Муромати: XIV—XVI века
Начало периода Муромати (1336—1573) — подпериод Намбокутё — отмечено появлением очень длинных мечей. Так, в святилище Яхико хранится меч длиной 2,25 м, причём длина лезвия 1,75 м. Это скорее исключение, хотя большую популярность стала приобретать нагината, которую рассматривают как вид длинного меча. В XV веке в результате длительной междоусобной войны пали прежние влиятельные кланы, на их место заступали новые семьи. Социальные сдвиги в японском обществе сказались на ремесленном деле, многие известные школы кузнецов исчезли. Смутное время требовало больше боевых мечей даже в ущерб их качеству, а с другой стороны, обнищание населения и упадок знати снизил спрос на высококачественные, но очень дорогие мечи. Появилась новая технология выплавки стали, печи-татара позволяли выплавить больше металла, однако его качество изменилось, что требовало новых приёмов его обработки. Традиции передачи мастерства кузнецами прерывались, зато появились потомственные династии ювелиров-мечников. Мечи богато украшали, клинки часто гравировали.
Класс самураев оторвался от земли, избрав службу у крупного феодала единственным источником существования. К этому периоду относятся поединки между самураями, популяризованные в кинофильмах. Известный боец Цукахара Бокудэн с 1512 по 1571 годы провёл 49 поединков и принял участие в 39 сражениях, убив 212 человек. В таких поединках решающую роль играла скорость нанесения первого удара. Этим объясняют распространение катан — мечей, носимых лезвием вверх, благодаря чему появилась возможность совместить извлечение клинка из ножен и одновременно нанесение секущего удара противнику. Катана по манере ношения относится к оружию пешего воина, её баланс более приспособлен для фехтования двумя руками, чем тати. Тем не менее длинные тати ещё производили для высшей знати, принимавшей участие в сражениях на коне.
В середине XVI века в Японии появилось огнестрельное оружие, что сразу же сказалось на тактике сражений. Ещё более усилилась роль пехоты, вооружённой копьями, что снизило значимость конных воинов. В интересах пехоты для удобства колющего удара в плотном строю мечи стали короче с более крупной вершиной, а изгиб уменьшился.

#### Период Момояма: XVI век
В период Момояма (1568—1603) стали появляться новые кузнечные школы, оторванные от преемственности прежних школ. С одной стороны это было вызвано утерей старых технологий, с другой — появлением нового сырья, завозного европейского железа. Развивая собственные технологии, кузнецы копировали внешне лучшие старые мечи, иногда довольно успешно.
Появилась тенденция укорачивания старых мечей. Тактика боя требовала спрямлённых мечей средней длины, поэтому владельцы тати обрезали хвостовик и вершину, доводя длину клинка до 60—65 см. Такие укороченные кото теряли имя кузнеца, в результате чего в настоящее время невозможно идентифицировать многие качественные образцы. Тати окончательно вышли из употребления, характерным вооружением самураев стала пара дайсё: меч катана и сопутствующий ему более короткий меч вакидзаси. Оба меча носили за поясом с небольшим перекрещиванием относительно друг друга.

### Новые мечи «синто»: XVII—XIX века

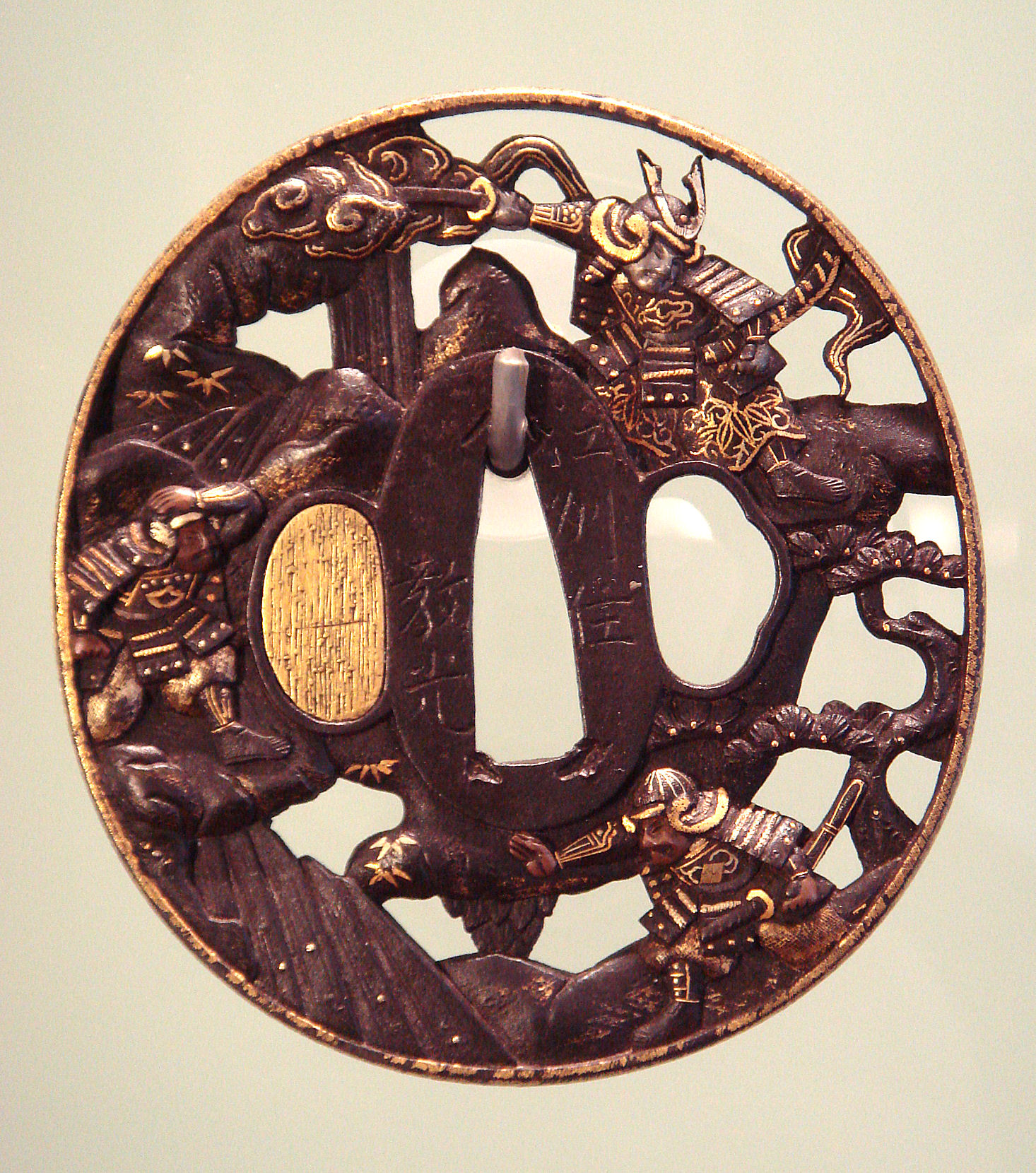
Гарда катаны (цуба), украшенная миниатюрами самурайских воинов.

С наступлением в 1603 году периода Эдо и последовавшей вскоре политики самоизоляции в Японии наступил длительный мир. В производстве мечей прежде всего уделялось внимание парадному внешнему виду, боевое оружие стало элементом костюма. Развилась техника украшений миниатюрами, и в отличие от старых времён, произведением искусства стал не сам меч, а его ножны. Украшали и старинные мечи кото. Впервые богатые люди стали заказывать гарды (цубы) из чистого золота, так как в японской традиции единственным украшением самурая был его меч.
Начало XIX века выделяется в истории японского меча как период синсинто (новый-новый меч). Кузнецы, изготавливая длинные элегантные тати, возрождали забытые традиции периода Камакура. Ренессанс японского меча длился недолго. В 1841 году правительство в интересах обедневшего в условиях мирного времени класса самураев заставило кузнецов снизить цены на свою продукцию, что привело к угасанию энтузиазма по возрождению древнего искусства. В 1868 году настала эпоха Мэйдзи, промышленная революция разрушила феодальный уклад общества и, соответственно, поставила точку в истории мечей синто.

### Современные мечи «гэндайто»: XIX—XXI века
Мечи, изготовленные после 1868 года, называются гэндайто.
В первой половине XX века армейские мечи син-гунто стали производить промышленным способом, что уже не имело никакого отношения к тысячелетним традициям изготовления настоящего японского меча.
После капитуляции Японии и окончания Второй мировой войны производство всех типов мечей было запрещено, также по приказу оккупационных властей все имевшиеся у населения мечи подлежали изъятию. Производство мечей по классической технологии было возобновлено только в 1954 году после снятия запрета в 1953 году.
Всего после завершения Второй мировой войны кузнецам было выдано около 650 лицензий на изготовление мечей. Около 300 лицензированных кузнецов продолжают работать в настоящее время. Многие из них стараются восстановить традиции изготовления мечей периодов Камакура и Кото. Выпускаемые ими мечи рассматриваются в первую очередь как произведения традиционного японского искусства.

## Технология изготовления меча

### Кузнецы-оружейники

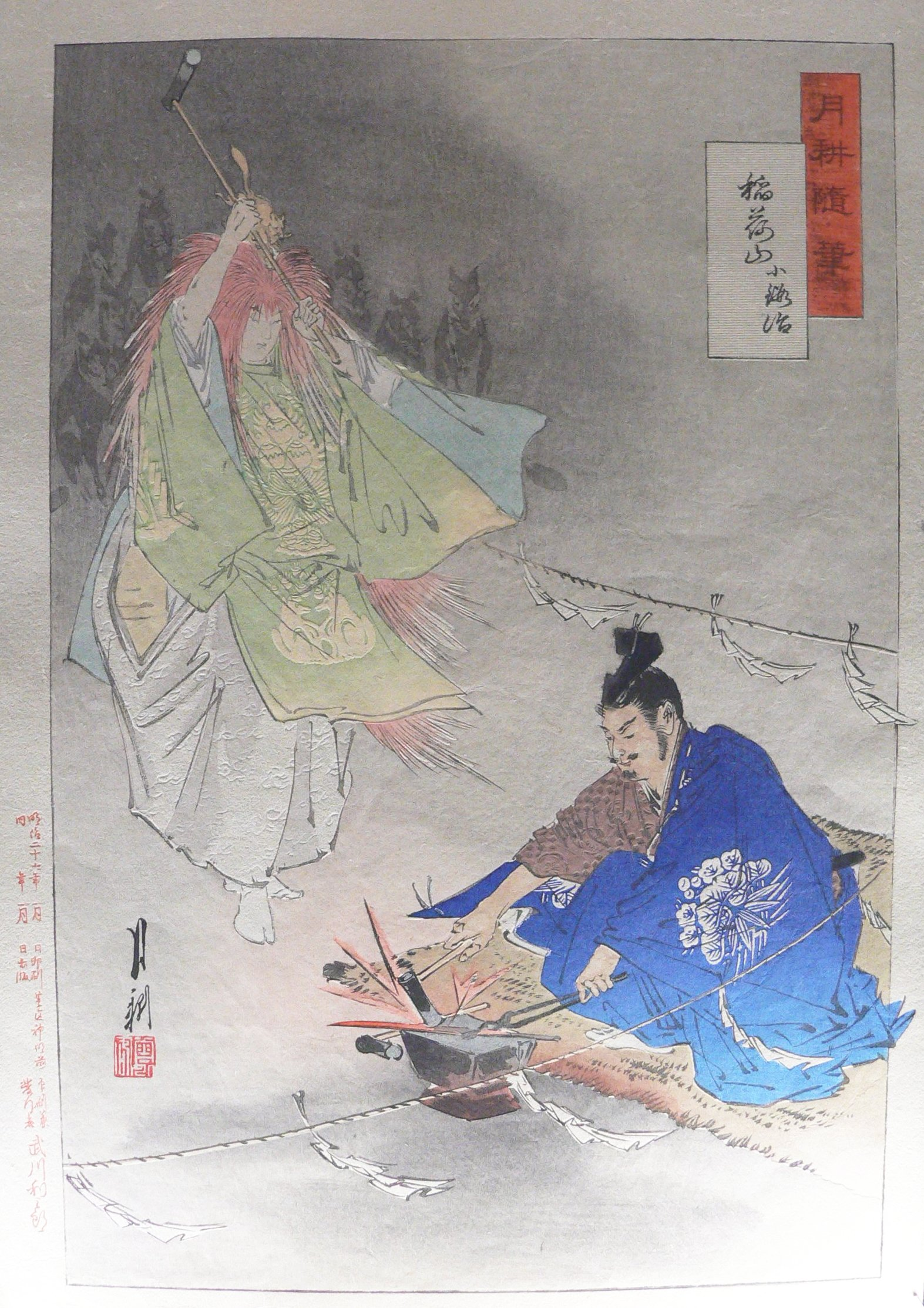
Кузнец конца X века Сандзё Мунэтика куёт кинжал с помощью духа (ками) лис.

Кузнецы обладали высоким социальным статусом в японском обществе, множество из них известно по именам благодаря спискам. Списки древних кузнецов начинаются именем Амакуни из провинции Ямато, жившем, по легенде, в начале VIII века в правление императора Тайхо (701—704).
В старые времена (период мечей кото, около 900—1596) существовало примерно 120 кузнечных школ, которые на протяжении веков производили мечи с характерными устойчивыми признаками, выработанными мастером-основателем школы. В новые времена (период мечей синто, 1596—1868) известно 80 школ. Насчитывают около 1000 выдающихся мастеров кузнечного ремесла, a всего на протяжении тысячи лет истории японского меча зафиксировано более 23 тыс. кузнецов-оружейников, из них больше всего (4 тыс.) в период кото (старых мечей) проживало в провинции Бидзэн (современная префектура Окаяма).
С X века мастера выбивали своё имя на хвостовике клинка — мэи, часто дополняя надпись датой изготовления и названием своей провинции. Самый ранний известный датированный меч изготовлен мастером по имени Юкимаса в 1159 году. Об уважении к мастерам свидетельствует следующий факт: когда устаревшие длинные мечи-тати укорачивали (до длины катаны) за счёт обрезки хвостовика, то часто надпись с именем мастера переносили на новый хвостовик.

### Выплавка стали
В Японии продукт эрозии естественных залежей железной руды часто обнаруживается рядом с руслами рек, смешанный с илом и другими отложениями. Железо в этой песчаной смеси составляет только около 1 %. Железный песок добывали благодаря его большей плотности, вымывая лёгкие примеси обильным потоком воды.
Ранняя технология выплавки не отличалась совершенством: рудный песок загружали в небольшую яму и плавили на древесном угле, приготовленном из особых пород древесины для выжигания вредных серо- и фосфоросодержащих примесей в железе и насыщения его углеродом. Из-за невысокой температуры не удавалось полностью отделить расплавленное железо от примесей в шлаке, результат получался в виде слитков губчатого железа (тамахаганэ) на дне ямы. Более мощные и производительные печи татара (татара-буки), сохраняя в целом сам метод плавки, появились в XV веке.
Слитки железа расплющивали в тонкие пластины, резко охлаждали в воде и затем разбивали на куски размером с монету. После этого проходила селекция кусочков, куски с крупными вкраплениями шлака отбрасывали, по цвету и гранулярной структуре разлома сортировали остальные. Такой метод позволял кузнецу отбирать сталь с предсказуемым содержанием углерода в диапазоне от 0,6 до 1,5 %.
Дальнейшее выделение остатков шлака в стали и уменьшение содержания углерода происходило в процессе ковки — соединения отдельных мелких кусочков в заготовку для меча.

### Ковка клинка

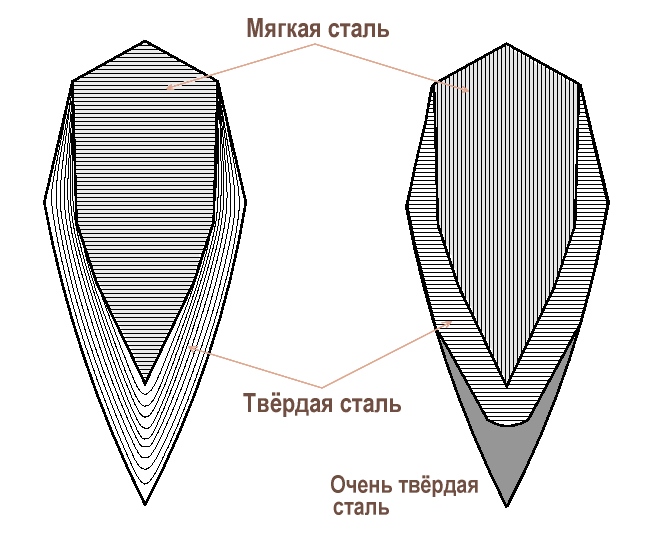
Сечение японского меча. Показаны две распространённые структуры с отличной комбинацией в направлении слоёв стали. Слева: металл клинка проявит текстуру итамэ, справа — масамэ.

Кусочки стали с примерно одинаковым содержанием углерода насыпали на пластину из того же металла, нагревали их до 1300 °C и сваривали вместе ударами молота. После этого заготовку проковывали: сплющив заготовку, её сворачивали пополам, затем снова сплющивали и сворачивали в другом направлении. В результате многократной проковки получается многослойная сталь, окончательно очищенная от шлаков. При 15-кратном сворачивании заготовки образуются почти 33 тысячи слоёв стали — типичная плотность дамаска для японских мечей.
Шлаки всё же остаются микроскопическим слоем на поверхности слоя стали, формируя своеобразную текстуру (хада), напоминающую рисунок на поверхности древесины.
Для изготовления заготовки меча кузнец выковывает как минимум два бруска: из твёрдой высокоуглеродистой стали (каваганэ) и более мягкой низкоуглеродистой (синганэ). Из первого формируется U-образный профиль длиной примерно 30 см, внутрь которого вкладывается брусок синганэ, не доходя до той части, которая станет вершиной и которая сделана из лучшей и самой твердой стали каваганэ. Затем кузнец нагревает блок в горне
при 700—1100 °C
и сваривает проковкой составные части, после чего ковкой увеличивает длину заготовки до размеров меча.

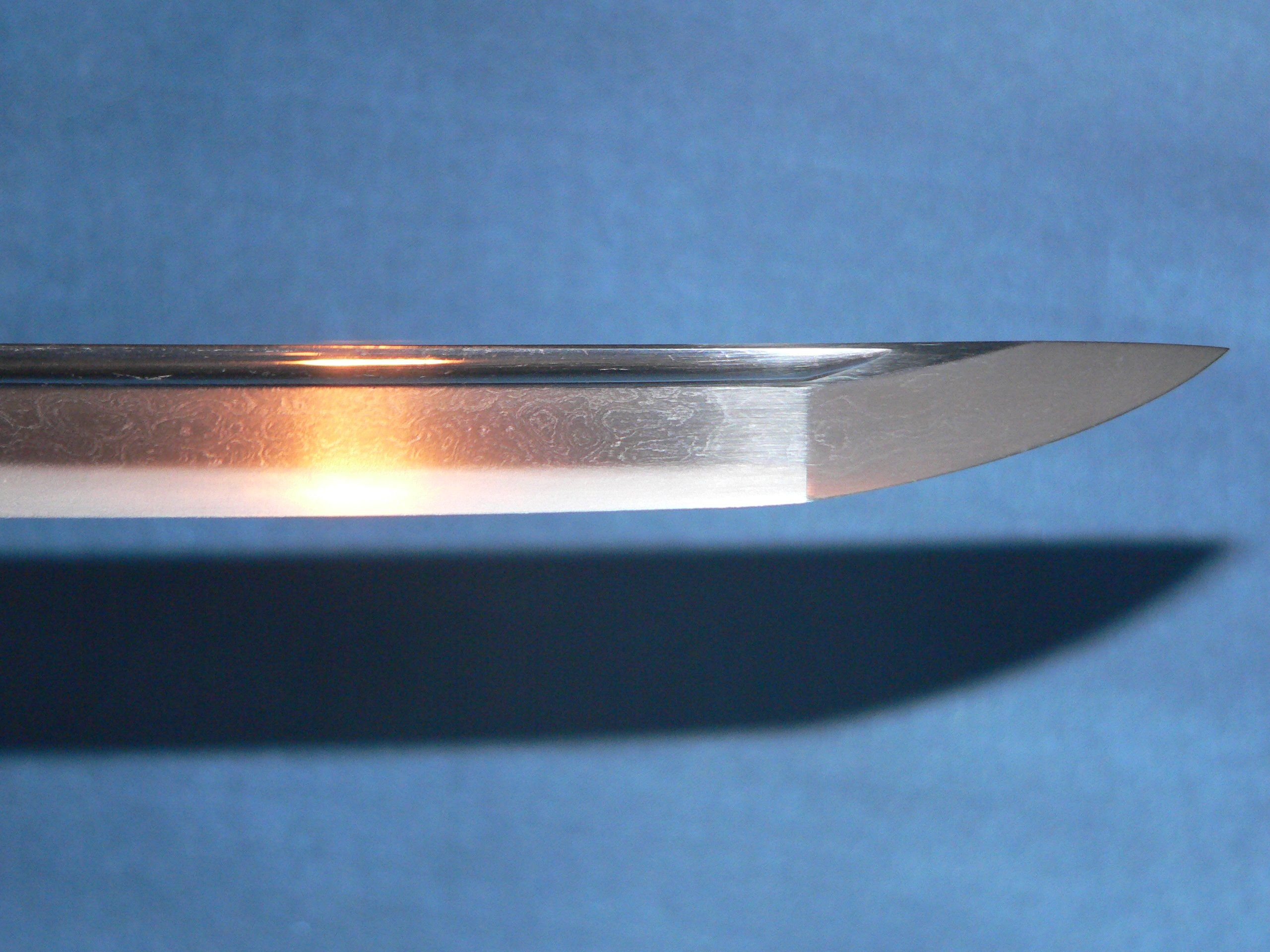
Вершина меча тати из провинции Бидзэн XIV века. На поверхности металла видны белая область хамона в стиле сугу-ха и текстура хада в стиле мокумэ.

При более сложной технологии свариваются до 4 брусков: из самой твёрдой стали (хаганэ) формируют режущую кромку и вершину, 2 бруска из менее твёрдой стали идут на боковые стороны, а брусок из относительно мягкой стали формирует сердцевину. Многослойная структура клинка может быть ещё сложнее с отдельным привариванием обуха.
Ковкой формируется лезвие клинка до толщины около 2,5 мм (в районе режущей кромки) и его грани. Верхний кончик также выправляют ковкой, для чего по диагонали срезают конец заготовки. Затем длинный конец (со стороны лезвия) диагонального среза ковкой подгибается к короткому (обуху), в результате чего структура металла в вершине обеспечивает повышенную прочность в ударной зоне меча, сохраняя при этом твёрдость и тем самым возможность очень острой заточки.

### Закалка лезвия и полировка
Следующим важным этапом изготовления меча является термообработка лезвия для упрочнения режущей кромки, в результате которой на поверхности меча появляется узор хамон, специфический именно для японских мечей. До половины заготовок в руках среднего кузнеца так и не становятся настоящими мечами в результате неудавшейся закалки.
Для термообработки клинок покрывают неравномерным слоем термостойкой пасты — смеси из глины, золы и каменной пудры. Точный состав пасты мастер держал в секрете. Лезвие покрывали тонким слоем, наиболее толстый слой пасты наносили на среднюю по ширине часть клинка, где закалка была нежелательна. Жидкую смесь разравнивали и после высыхания царапали в определённом порядке в области ближе к лезвию, благодаря чему подготавливался рисунок узора хамон. Клинок с засохшей пастой нагревают равномерно вдоль длины до ок. 770 °C (контролируется по цвету раскалённого металла), затем погружают в ёмкость с водой лезвием вниз. Резкое охлаждение меняет структуру металла около лезвия, где толщина металла и термозащитной пасты наименьшие. Затем клинок повторно нагревается до 160 °C и снова охлаждается. Данная процедура помогает снизить напряжения в металле, возникшие при закалке.
Закалённая область лезвия имеет почти белый оттенок по сравнению с остальной более тёмной серо-голубоватой поверхностью клинка. Граница между ними чётко видна в виде узорной линии хамон, который представляет собой вкрапления блестящих кристалликов мартенсита в железо. В древности хамон выглядел как прямая линия вдоль клинка, в период Камакура линия стала волнистой, с причудливыми завитушками и поперечными черточками. Считается, что кроме эстетичного внешнего вида, волнистая неоднородная линия хамона позволяет клинку лучше противостоять ударным нагрузкам, демпфируя резкие напряжения в металле.
При соблюдении процедуры как показатель качества закалки обух клинка приобретает белёсый оттенок, уцури (букв. отражение). Уцури напоминает хамон, но его появление является не следствием образования мартенсита, а оптическим эффектом в результате слабого изменения структуры металла в этой зоне по сравнению с близлежащим телом клинка. Уцури не является обязательным атрибутом качественного меча, но свидетельствует об успешно проведённой термообработке для некоторых технологий.
При нагреве лезвия в процессе закалки до температуры более 770° его поверхность приобретает насыщенность оттенков и богатство деталей узора. Однако при этом может пострадать прочность меча. Совместить боевые качества меча с роскошным оформлением поверхности металла удалось только кузнецам провинции Сагами в период Камакура, высококачественные мечи других школ отличаются скорее строгой манерой оформления клинка.
Окончательную доводку меча осуществляет уже не кузнец, а ремесленник-полировщик, мастерство которого также высоко ценилось. Используя серию полировальных камней разной зернистости и воду, полировщик доводил клинок до идеального состояния, после чего кузнец выбивал своё имя и другие сведения на неотшлифованном хвостовике. Меч считался готовым, остальные операции по креплению рукояти (цуки), гарды (цубы), нанесению украшений относились к разряду вспомогательных процедур, не требовавших магического мастерства.
|  |  |

## Боевые качества
Боевые качества самых лучших японских мечей оценить невозможно. Из-за их уникальности и очень высокой стоимости испытатели не имеют возможность провести тест и сравнить их с лучшими работами оружейников из других регионов мира. Кроме того, следует различать возможности меча для разных ситуаций. К примеру, заточка меча для наибольшей остроты (для трюков с разрезанием платков в воздухе) окажется непригодной для прорубания доспеха. В древности и средние века были распространены легенды о возможностях оружия, которые не удалось продемонстрировать в новое время. Ниже собраны отдельные легенды и факты по возможностям японского меча.
- Мечи мастера Мондзю из провинции Тикудзэн (период Хэйан) отличались невероятной остротой. Меч Хигэгири («Резчик бороды») назывался так потому, что при отрубании головы срезал жертве бороду. Другой меч Хидзамару («Повелитель коленей») при казни осуждённых в положении сидя на коленях отрубал голову, а вдобавок по инерции отрубал колени[26].
- Меч мастера Нагамицу из провинции Бидзэн (период Камакура) назывался Адзуки (фасоль, боб), потому что упавший на его лезвие боб разрезался на две части.
- Один из выдающихся кузнецов начала периода Эдо (XVII век) Оно Ханкэй (настоящее имя Дзенсиро Киётака) перерубил мечом собственного изготовления ствол ружья. Во время Второй мировой войны японским солдатам демонстрировали пропагандистский фильм, в котором мастер перерубает ствол пулемёта[27]. Миф был опровергнут в телепередаче «Разрушители мифов» — даже робот, сила удара которого во много раз превосходила человеческую, смог лишь погнуть ствол пулемета M2HB[28].
- В 1662 году испытатель Ямано перерубил мечом синто два тела (трупа), уложенных один на другой. Это не считалось уникальным результатом[29].

## Современная оценка японских мечей
После капитуляции Японии во Второй мировой войне страны антигитлеровской коалиции издали приказ об уничтожении всех японских мечей, однако после вмешательства экспертов, в целях сохранения исторических реликвий, имеющих значительную художественную ценность, приказ изменили. Было создано «Общество по сохранению художественных японских мечей» (яп. 日本美術刀剣保存協会 Nippon Bijutsu Tōken Hozon Kyōkai, NBTHK, ниппон будзюцу то:кэн ходзон кё:кай), одной из его задач стала экспертная оценка исторической ценности меча. В 1950 году в Японии вышел закон «О культурном достоянии», который, в частности, определил порядок сохранения японских мечей как части культурного достояния нации.
Система оценки меча многоступенчатая, начинается с присвоения низшей категории и заканчивается присуждением высших титулов (два верхних титула находятся в компетенции министерства культуры Японии):
- Национальное сокровище (кокухо). Титул имеют около 122 мечей, в основном тати периода Камакура, катан и вакидзаси в этом списке менее двух десятков.
- Важное культурное достояние. Титул имеют около 880 мечей.
- Особо важный меч.
- Важный меч.
- Особо оберегаемый меч.
- Оберегаемый меч.

В современной Японии возможно хранить зарегистрированный меч только с одним из вышеуказанных титулов, в противном случае меч подлежит конфискации как вид оружия (если не относится к сувенирной продукции). Собственно качество меча сертифицируется Обществом по сохранению художественных японских мечей (NBTHK), которое выдаёт экспертное заключение по установленному образцу.
В настоящее время[когда?] в Японии принято оценивать японский меч не столько по его боевым параметрам (прочность, режущая способность), сколько по критериям, применимым к произведению искусства. Качественный меч, сохраняя свойства эффективного оружия, должен доставлять эстетическое наслаждение наблюдателю, обладать совершенством формы и гармонией художественного вкуса.